# Next Direction
Next Direction, född 9 juni 2013, är en finsk varmblodig travhäst. Han ägares och tränas av Timo Hulkkonen och körs av Hannu Torvinen eller Iikka Nurmonen.
Next Direction började tävla i december 2013. Han har till maj 2019 sprungit in 292 595 euro på 37 starter, varav 14 segrar, 7 andraplatser och 4 tredjeplatser. Bland hans främsta meriter räknas segern i Kuopio Stakes (2017) och Guldbjörken (2020) samt andraplatserna i Finskt Travderby (2017), Finlandialoppet (2019, 2021) och Kymi Grand Prix (2019).

## Sverigebesök
Den 14 maj 2019 blev Next Direction den elfte hästen att bjudas in till 2019 års upplaga av Elitloppet, efter flera bra prestationer, bland annat som tvåa bakom Readly Express i Finlandialoppet. Elitloppet gick av stapeln den 26 maj 2019 på Solvalla. Han kom på fjärdeplats i det första försöksloppet (som vanns av Readly Express) och kvalificerade sig därmed till dem som gick till final. I finalen kom han sexa.